# Thomas Cicchini
Thomas Cicchini (ur. 13 października 1996) – australijski zapaśnik walczący w stylu wolnym. Zajął ósme miejsce na igrzyskach wspólnoty narodów w 2018. Brązowy medalista mistrzostw Oceanii w 2016 roku.